# Milan Šimečka
Milan Šimečka (ur. 6 marca 1930 w Nowym Boguminie, zm. 24 września 1990 w Pradze) – czeski i słowacki filozof, krytyk literacki i dysydent. Więzień polityczny w latach 1981–1982.

## Życiorys
Urodził się  6 marca 1930 w Nowym Boguminie. Jego rodzice zmarli podczas II wojny światowej. W latach 1949–1953 dzięki stypendium studiował rusycystykę i filozofię na Wydziale Filozoficznym Uniwersytetu Masaryka w Brnie, po czym pracował na Uniwersytecie Komeńskiego w Bratysławie. Od 1957 wykładał filozofię marksistowską na Wyższej Szkole Sztuk Scenicznych w Bratysławie; tam także uzyskał habilitację. Należał do Komunistycznej Partii Czechosłowacji. Zajmował się historią filozofii, krytyką literacką i utopią społeczną, która stała się jednym z głównych tematów jego pracy. Po inwazji wojsk Układu Warszawskiego na Czechosłowację został usunięty z uczelni i odsunięty od pracy naukowej i wydalony z partii. Zaczął utrzymywać się z pracy manualnej i dorywczej. Zaangażował się w działania opozycji komunistycznej. Jego twórczość, którą publikował w drugim obiegu i za granicą, dotyczyła analizy funkcjonowania systemu totalitarnego oraz bieżącej polityki. Za swoje zagraniczne publikacje w latach 1981–1982 trafił na 13 miesięcy do więzienia. W czasach aksamitnej rewolucji wspierał słowacki ruch Społeczeństwo przeciw Przemocy. Gdy wybrano Václava Havla na prezydenta, Šimečka został przewodniczącym jego rady doradców. Zmarł 24 września 1990 w Pradze.
W 1991 roku został pośmiertnie odznaczony Orderem Tomáša Garrigue Masaryka I klasy. Tego samego roku jego przyjaciele założyli fundację Nadácia Milana Šimečku, której celem jest wsparcie rozwoju demokracji i tolerancji. Fundacja jest jedną z najstarszych organizacji pozarządowych działających na terenie Słowacji.
Jego synem jest literat Martin Milan Šimečka.

## Dzieła
Za źródłem:
- 1963: Sociálne utópie a utopisti
- 1976: Kríza utopizmu
- 1979: Obnovení pořádku, wyd. pol.: Przywrócenie porządku: przyczynek do typologii realnego socjalizmu. tłum. Paweł Heartman (pseudonim Piotra Godlewskiego), Krąg, Warszawa: 1982[6]
- 1984: Náš soudruh Winston Smith (esej)
- 1985: Kruhová obrana (samizdat; wydanie książkowe: 1992)
- 1990: Konec nehybnosti (dziennik czechosłowackiej drogi do wolności)
- 1982: Dopisy o povaze skutečnosti
- 1984: Světelná znameni (samizdat; wydanie książkowe: 1991)
- 1999: Dopisy z vězeni
- 2000: Veľký brat a Veľká sestra (z M. Kusým)
- 2003: Společenství strachu a jiné eseje (pośmiertnie)